# کبوتر شاهی ادویه‌ای
کبوتر شاهی ادویه‌ای (نام علمی: Ducula myristicivora)، گونه‌ای از پرندگان خانواده کبوتران و بوم‌زاد اندونزی است، جایی که در شرق ملوک و جزایر راجا آمپات یافت می‌شود. زیستگاه طبیعی آن جنگل‌های جلگه‌ای نمناک نیمه‌گرمسیری یا گرمسیری و جنگل‌های حرای نیمه‌گرمسیری یا گرمسیری است. این میوه‌های گوشتی را می‌خورد و پخش‌کننده مهم دانه‌ها است.
نام علمی این گونه (myristicivora) از دو واژه تشکیل شده‌است که muristikos به معنی بودار یا طعم‌دار و -vorus به معنی خوردن است.